# Raoul de Boigne
Marie Joseph „Raoul“ le Borgne, Count de Boigne (* 25. Dezember 1862 in Genf, Schweiz; † 19. Mai 1949 in Ouveillan) war ein französischer Sportschütze.

## Erfolge
Raoul de Boigne nahm an den Olympischen Spielen 1908 in London und 1912 in Stockholm sowie an den Olympischen Zwischenspielen 1906 in Athen teil. Bei letzteren trat er in zwölf Disziplinen an und gewann in dreien eine Medaille. Mit dem Militärrevolver aus dem Modelljahr 1874 belegte er den zweiten Platz, während er mit dem Militärgewehr über 300 m Dritter wurde. Im Dreistellungskampf mit dem Freien Gewehr gewann er im Mannschaftswettbewerb gemeinsam mit Léon Moreaux, Jean Fouconnier, Maurice Fauré und Maurice Lecoq die Bronzemedaille. Zwei Jahre darauf sicherte er sich gemeinsam mit Eugène Balme, Albert Courquin, Léon Johnson, Maurice Lecoq und André Parmentier mit dem Freien Gewehr im Dreistellungskampf hinter Norwegen und Schweden ebenfalls die Bronzemedaille. Den Mannschaftswettbewerb mit dem Armeegewehr über sechs Distanzen schloss er auf dem vierten Rang ab. Im Einzel auf die 1000-Yards-Distanz wurde er mit dem Freien Gewehr Sechster. Bei den Olympischen Spielen 1912 gelang es ihm in keiner der drei Gewehr-Einzeldisziplinen mit dem Armeegewehr bzw. dem Freien Gewehr, sich unter den besten 50 Schützen zu platzieren. Die Mannschaftswettbewerbe beendete er auf dem vierten und fünften Rang.